# Episodi di Entourage (prima stagione)
La prima stagione di Entourage è stata trasmessa negli Stati Uniti d'America dal 18 luglio al 12 settembre 2004 su HBO.
In Italia la prima stagione è stata trasmessa dal canale satellitare Jimmy dal 21 giugno 2006.
| nº | Titolo originale          | Titolo italiano  | Prima TV USA      | Prima TV Italia |
| -- | ------------------------- | ---------------- | ----------------- | --------------- |
| 1  | Pilot                     | Pilot            | 18 luglio 2004    | 21 giugno 2006  |
| 2  | The Review                | La revisione     | 25 luglio 2004    | 21 giugno 2006  |
| 3  | Talk Show                 | Talk show        | 1º agosto 2004    | 28 giugno 2006  |
| 4  | Date Night                | La data di notte | 8 agosto 2004     | 28 giugno 2006  |
| 5  | The Script and the Sherpa | Il copione       | 15 agosto 2004    | 5 luglio 2006   |
| 6  | Busey and the Beach       | In spiaggia!     | 22 agosto 2004    | 5 luglio 2006   |
| 7  | The Scene                 | La scena         | 29 agosto 2004    | 12 luglio 2006  |
| 8  | New York                  | Tutti a New York | 12 settembre 2004 | 12 luglio 2006  |

## Pilot
- Titolo originale: Pilot
- Diretto da: David Frankel
- Scritto da: Doug Ellin

### Trama
“Spero che tu sappia quello che fai, pizzaiolo!”
Vincent Chase è un giovane ed affascinante attore che vive a Hollywood, pronto al salto per diventare una star. In attesa di partecipare all'anteprima serale del suo ultimo film “Head on”, interpretato al fianco di Jessica Alba, pranza con i suoi migliori amici e compagni di scuola: Eric che ha appena rotto con la sua ragazza; Turtle, il più spensierato del gruppo, amante del divertimento all'insegna di belle ragazze, feste e fumo e Johnny, fratello maggiore di Vince, alla continua ricerca di una parte per affermare il suo valore artistico, tutti come lui provenienti dal Queens e con cui condivide la sua lussuosa abitazione. Alla prima del film, per Vince la folla è in delirio, tutte le ragazze sono ai suoi piedi. Al party successivo alla proiezione, Vince viene festeggiato. Il suo agente, Ari Gold, parla con Eric e gli chiede se Vince ha letto la sceneggiatura di “Matterhorn” per un nuovo possibile importante progetto, ricordando a Eric che Vince deve leggere il copione. Il giorno seguente, dopo una notte con gli amici, Eric consegna a Vince il copione affinché gli dia un'occhiata. Eric lo ha letto e non gli è piaciuto, per cui Vince decide di disdire subito l'appuntamento alla Warner con il regista francese della pellicola, per poi in seguito ripensarci. Dopo aver incontrato il regista del film, Vince riceve una telefonata entusiasta di Ari, che gli rivela che ha fatto un'ottima impressione e in seguito gli verranno offerti per la parte 4 milioni di dollari. Vince chiede a Eric che cosa deve fare. L'amico gli dice di leggere lo script ma il racconto non sembra prenderlo particolarmente né si sente adatto per il ruolo di poliziotto che dovrebbe interpretare. Mentre Johnny e Turtle pensano ai soldi in arrivo, Eric dice a Vince che potrebbero dargli quattro milioni anche per un ruolo che gli piace. Ari aspetta ansioso un parere da Vince dicendogli che il film sarebbe ideale per la sua consacrazione, ma Vince gli fa presente le perplessità dell'amico. Ari si incontra a cena con Eric: la discussione è piuttosto accesa riguardo al film: i due finiscono per litigare pesantemente con Ari che rinfaccia a Eric il suo passato da pizzaiolo, a suo modo di vedere non certo sufficiente per fare da manager a Vince, data la scarsa conoscenza che ha delle dinamiche del mondo del cinema. Vince, seguendo il consiglio di Eric, decide comunque di rifiutare la parte. I quattro intanto comprano un cane da guardia piuttosto aggressivo e Turtle è costretto da Vince a fargli da cavia. Mentre sta per partire per Las Vegas con gli amici, Vince riceve una telefonata di Ari: Colin Farrell ha accettato il ruolo che lui ha rifiutato.
- Guest star: Mark Wahlberg, Ali Larter (“Heroes”)